# Запретная зона (фильм, 2012)
«Запретная зона» (англ. Chernobyl Diaries, дословно — «Чернобыльские дневники»; рабочее название: «Дневник Лоусона Оксфорда», англ. The Diary of Lawson Oxford) — американский фильм ужасов режиссёра Брэдли Паркера. Действие происходит в Зоне отчуждения Чернобыльской АЭС. Премьера в СНГ состоялась 24 мая 2012 года.
Слоган фильма: Десять лет назад правительство разрешило экскурсии в «Мёртвый город». Они утверждали, что это безопасно… они ошибались.

## Сюжет
События разворачиваются в городе-призраке Припять, который был домом для рабочих, обслуживающих Чернобыльскую электростанцию. В 1986 году город пострадал от радиации в результате ядерной катастрофы. Группа друзей (американцы Натали, её жених Крис, его старший брат Пол, уже некоторое время живущий в Киеве, и Аманда, путешествующая на каникулах по Украине) решила отправиться в экстремальное путешествие по Припяти, взяв в гиды бывшего военного Юрия. Вместе с ними едут ещё двое туристов — Майкл и Зоуи. Когда группа добирается до первого КПП, Юрию неожиданно запрещают проезд, и он решает попасть в зону отчуждения по просёлочной дороге, разыгрывая ребят по пути. Во время пребывания в городе группа успевает сделать несколько фотографий и столкнуться с медведем в заброшенной многоэтажке. Там же Юрий замечает угли от недавнего костра, но, разбросав угли ногой, ничего не говорит остальным. К вечеру, когда наступает время ехать обратно, Юрий замечает, что кто-то перегрыз высоковольтные провода в его УАЗе, из-за чего машина не заводится. Он пытается вызвать подмогу по рации, но ничего не выходит. И ребята остаются в машине на ночь.
Когда на улицах Припяти стемнело, ребята начинают слышать непонятный шум поблизости. Аманде этот звук напоминает плач младенца. Юрий достаёт пистолет и собирается осмотреть местность. Крис идёт вместе с Юрием. После того как парни ушли на достаточно далёкое расстояние, до группы доносятся выстрелы, и Пол бежит им на помощь. В фургон он возвращается только с братом, у которого сильно повреждена нога. Так как Крис находился в состоянии шока, он сообщает лишь, что «их там сотни» и что они утащили Юрия. Оказывая помощь пострадавшему, ребята ночуют в фургоне. Ночью фургон атакуют собаки, но не могут пробиться внутрь и отступают.
Наутро Пол, Майкл и Аманда идут на поиски Юрия, оставив в фургоне Криса, его невесту Натали и Зоуи. По следам крови они добираются до заброшенного здания и на кухне находят растерзанный труп Юрия. Пол обнаружил на трупе дозиметр и магазин от пистолета, но не сам пистолет. Внезапно они слышат, что кто-то к ним идёт. Парни успевают выбежать из помещения через другую дверь, а Аманда прячется за столами. Она замечает, что напугавшее их человекообразное существо пожирает Юрия. Под одним из столов она находит пистолет и успевает сбежать в ту же дверь, что и парни. Зомби замечает её и начинает преследовать. Ребята запирают дверь, стреляют сквозь неё и убегают.
Прибежав к машине, Пол и его команда начинают собираться и уходить. До КПП нужно идти 20 километров. Аманда замечает, что на одной из её фотографий запечатлена человекоподобная фигура в одном из окон домов, но не говорит об этом. Так как Крис не может идти, он и его невеста остаются в фургоне, а остальные пытаются дойти до КПП пешком и позвать на помощь. По дороге они набредают на стоянку заражённого автотранспорта. Самое странное на ней — простреленный изнутри троллейбус, в котором, видимо, прятался военный — Пол находит окровавленный кусок ткани от военной формы на разбитом стекле, неисправный автомат и пустой магазин от него. Ребята находят нужные детали к двигателю и собираются возвращаться, но за ними устремляются собаки. В итоге ребята приходят уже ночью, и, что самое удивительное, их фургона нет, а на его месте лишь оторванное сиденье. Фургон обнаруживается за углом, перевёрнутый и со следами крови. Также осталась камера с видеозаписью, на которой видно, что на Криса и Натали напала группа зомби, перевернула их фургон и утащила их с собой. Ребята в панике ночью начинают поиски своих друзей.
Они попадают в подземелья, похожие на бомбоубежище или секретную лабораторию, вероятно, приреакторные помещения и пульт управления. Там они встречают находящуюся в шоке Натали, а затем подвергаются нападению зомби. Один за другим погибают Натали, Майкл и Зоуи. Найти Криса так и не удалось. Остаются лишь двое: Аманда и Пол. Бродя в поисках выхода по подземельям, они проходят через помещение реактора, получив огромную дозу радиации и радиоактивные ожоги. Их встречают военные около четвёртого энергоблока ЧАЭС. Так как ослепший от радиации Пол идёт на военных, не реагируя на их приказы остановиться, его убивают.
Аманду увозят какие-то люди в халатах и респираторах, попутно задавая вопросы. Аманда рассказывает, что никто не знает о том, где она, а её друзья погибли. Переговариваясь между собой, доктора в халатах обсуждают, все ли сбежавшие пациенты — жертвы чернобыльской аварии — пойманы, и что девушку нельзя отпускать, раз она видела «их». Аманду запирают в тёмной комнате, где оказываются те самые жертвы, преследовавшие ребят в Припяти. Они набрасываются на девушку. Раздаётся душераздирающий крик, затем идут финальные титры под песню Мэрилина Мэнсона «No Reflection».

## В ролях
- Джонатан Садовский — Пол
- Дмитрий Дьяченко — Юрий
- Девин Келли — Аманда
- Натан Филлипс — Майкл
- Джесси Маккартни — Крис
- Оливия Тейлор Дадли — Натали
- Ингрид Бульсё Бердал — Зоуи
- Павел Лычников — доктор

## Критика
На вебсайте Rotten Tomatoes фильм имеет 18% свежести со средней оценкой 4.10/10 на основе 90 рецензий. Критический консенсус вебсайта гласит: "Несмотря на интересную предпосылку и жуткую атмосферу, «Запретной зоне» в основном не хватает саспенса и оригинальности.".